# Codolar d'en Bou
El Codolar d'en Bou és una riba (platja) de còdols al nord-oest de l'illa de Menorca, al terme de  Ciutadella. Està situada entre el Llosar de Son Escuder i la Punta de sa Gallamina. La zona, resta exposada als temporals i els forts vents de tramuntana. Cal caminar per arribar-hi.